# Cuterebra clarki
Cuterebra clarki är en tvåvingeart som beskrevs av Curtis W. Sabrosky 1986. Cuterebra clarki ingår i släktet Cuterebra och familjen styngflugor. Inga underarter finns listade i Catalogue of Life.